# Echipa națională de fotbal a Coreei de Sud
Echipa națională de fotbal a Coreei de Sud reprezintă Coreea de Sud în competițiile fotbalistice organizate de FIFA sau de Federația Asiatică de Fotbal. Este reprezentanta Asiei cu cel mai bun rezultat obținut la un Campionat Mondial, după ce a ajuns în semifinalele ediției din 2002 pe care a organizat-o în colaborare cu Japonia.

## Istoria
Primele rezultate notabile ale reprezentativei sud-coreene au fost înregistrate în anii 1950, când naționala de la Seoul a ajuns în premieră la un Campionat Mondial (1954), unde rezultatele au fost slabe (înfrângeri la scor în fața Ungariei și Turciei) și a câștigat Cupa Asiei în 1956 și 1960.
Sud-coreenii au revenit abia după 32 de ani la un nou turneu final mondial, în 1986 unde au reușit un singur punct după un egal în fața Bulgariei. De atunci, Coreea de Sud a fost prezentă la toate Campionatele Mondiale.

### Cupa Mondială din 2002
În 2002, Coreea de Sud a organizat împreună cu Japonia Campionatul Mondial. Pe banca tehnică a sud-coreenilor s-a aflat olandezul Guus Hiddink acesta conducându-și elevii până în semifinale, după ce a învins printre altele Portugalia, Italia și Spania. În semifinale, Coreea a fost învinsă la limită de Germania, urmând să piardă apoi și finala mică, în fața Turciei.

## Participări la Campionatul Mondial
| 1930 - 1950                                 | Nu a intrat                                          | Nu a intrat                                          | Nu a intrat                                          | Nu a intrat                                          | Nu a intrat                                          | Nu a intrat                                          | Nu a intrat                                          | Nu a intrat                                          | Nu a intrat                                          | Nu a intrat                                          |
| 1954                                        | Grupe                                                | 16                                                   | 2                                                    | 0                                                    | 0                                                    | 2                                                    | 0                                                    | 16                                                   |                                                      |                                                      |
| 1958                                        | Participarea la concursul preliminar a fost respinsă | Participarea la concursul preliminar a fost respinsă | Participarea la concursul preliminar a fost respinsă | Participarea la concursul preliminar a fost respinsă | Participarea la concursul preliminar a fost respinsă | Participarea la concursul preliminar a fost respinsă | Participarea la concursul preliminar a fost respinsă | Participarea la concursul preliminar a fost respinsă | Participarea la concursul preliminar a fost respinsă | Participarea la concursul preliminar a fost respinsă |
| 1962                                        | Nu s-a calificat                                     | Nu s-a calificat                                     | Nu s-a calificat                                     | Nu s-a calificat                                     | Nu s-a calificat                                     | Nu s-a calificat                                     | Nu s-a calificat                                     | Nu s-a calificat                                     | Nu s-a calificat                                     | Nu s-a calificat                                     |
| 1966                                        | Nu a intrat                                          | Nu a intrat                                          | Nu a intrat                                          | Nu a intrat                                          | Nu a intrat                                          | Nu a intrat                                          | Nu a intrat                                          | Nu a intrat                                          | Nu a intrat                                          | Nu a intrat                                          |
| 1970 - 1982                                 | Nu s-a calificat                                     | Nu s-a calificat                                     | Nu s-a calificat                                     | Nu s-a calificat                                     | Nu s-a calificat                                     | Nu s-a calificat                                     | Nu s-a calificat                                     | Nu s-a calificat                                     | Nu s-a calificat                                     | Nu s-a calificat                                     |
| 1986                                        | Grupe                                                | 20                                                   | 3                                                    | 0                                                    | 1                                                    | 2                                                    | 4                                                    | 7                                                    |                                                      |                                                      |
| 1990                                        | Grupe                                                | 22                                                   | 3                                                    | 0                                                    | 0                                                    | 3                                                    | 1                                                    | 6                                                    |                                                      |                                                      |
| 1994                                        | Grupe                                                | 20                                                   | 3                                                    | 0                                                    | 2                                                    | 1                                                    | 4                                                    | 5                                                    |                                                      |                                                      |
| 1998                                        | Grupe                                                | 30                                                   | 3                                                    | 0                                                    | 1                                                    | 2                                                    | 2                                                    | 9                                                    |                                                      |                                                      |
| 2002                                        | Finala Mică                                          | 4                                                    | 7                                                    | 3                                                    | 2                                                    | 2                                                    | 8                                                    | 6                                                    |                                                      |                                                      |
| 2006                                        | Grupe                                                | 17                                                   | 3                                                    | 1                                                    | 1                                                    | 1                                                    | 3                                                    | 4                                                    |                                                      |                                                      |
| 2010                                        | Optimi                                               | 15                                                   | 4                                                    | 1                                                    | 1                                                    | 2                                                    | 6                                                    | 8                                                    |                                                      |                                                      |
| 2014                                        | Grupe                                                | 27                                                   | 3                                                    | 0                                                    | 1                                                    | 2                                                    | 3                                                    | 6                                                    |                                                      |                                                      |
| 2018                                        | Grupe                                                | 19                                                   | 3                                                    | 1                                                    | 0                                                    | 2                                                    | 3                                                    | 3                                                    |                                                      |                                                      |
| 2022                                        | Optimi                                               | 16                                                   | 4                                                    | 1                                                    | 1                                                    | 2                                                    | 5                                                    | 8                                                    |                                                      |                                                      |
| Canada · Statele Unite ale Americii · Mexic | Calificată                                           | Calificată                                           | Calificată                                           | Calificată                                           | Calificată                                           | Calificată                                           | Calificată                                           | Calificată                                           | Calificată                                           | Calificată                                           |
| Total                                       | 12/23                                                | Locul 4                                              | 38                                                   | 7                                                    | 10                                                   | 21                                                   | 39                                                   | 78                                                   |                                                      |                                                      |

## Istoricul meciurilor
| Istoria Campionatului Mondial | Istoria Campionatului Mondial | Istoria Campionatului Mondial                  | Istoria Campionatului Mondial |
| Anul                          | Runda                         | Scor                                           | Rezultat                      |
| ----------------------------- | ----------------------------- | ---------------------------------------------- | ----------------------------- |
| 1954                          | Faza Grupelor                 | Coreea de Sud 0 – 9 Ungaria                    | Înfrângere                    |
| 1954                          | Faza Grupelor                 | Coreea de Sud 0 – 7 Turcia                     | Înfrângere                    |
| 1986                          | Faza Grupelor                 | Coreea de Sud 1 – 3 Argentina                  | Înfrângere                    |
| 1986                          | Faza Grupelor                 | Coreea de Sud 1 – 1 Bulgaria                   | Egal                          |
| 1986                          | Faza Grupelor                 | Coreea de Sud 2 – 3 Italia                     | Înfrângere                    |
| 1990                          | Faza Grupelor                 | Coreea de Sud 0 – 2 Belgia                     | Înfrângere                    |
| 1990                          | Faza Grupelor                 | Coreea de Sud 1 – 3 Spania                     | Înfrângere                    |
| 1990                          | Faza Grupelor                 | Coreea de Sud 0 – 1 Uruguay                    | Înfrângere                    |
| 1994                          | Faza Grupelor                 | Coreea de Sud 2 – 2 Spania                     | Egal                          |
| 1994                          | Faza Grupelor                 | Coreea de Sud 0 – 0 Bolivia                    | Egal                          |
| 1994                          | Faza Grupelor                 | Coreea de Sud 2 – 3 Germania                   | Înfrângere                    |
| 1998                          | Faza Grupelor                 | Coreea de Sud 1 – 3 Mexic                      | Înfrângere                    |
| 1998                          | Faza Grupelor                 | Coreea de Sud 0 – 5 Țările de Jos              | Înfrângere                    |
| 1998                          | Faza Grupelor                 | Coreea de Sud 1 – 1 Belgia                     | Egal                          |
| 2002                          | Faza Grupelor                 | Coreea de Sud 2 – 0 Polonia                    | Victorie                      |
| 2002                          | Faza Grupelor                 | Coreea de Sud 1 – 1 Statele Unite ale Americii | Egal                          |
| 2002                          | Faza Grupelor                 | Coreea de Sud 1 – 0 Portugalia                 | Victorie                      |
| 2002                          | Optimi                        | Coreea de Sud 2 – 1 Italia                     | Victorie                      |
| 2002                          | Sferturi                      | Coreea de Sud 0 – 0 Spania                     | Egal                          |
| 2002                          | Sferturi                      | Coreea de Sud 5 – 3 Spania                     | Penalti                       |
| 2002                          | Semifinala                    | Coreea de Sud 0 – 1 Germania                   | Înfrângere                    |
| 2002                          | Finala Mică                   | Coreea de Sud 2 – 3 Turcia                     | Înfrângere                    |
| 2006                          | Faza Grupelor                 | Coreea de Sud 2 – 1 Togo                       | Victorie                      |
| 2006                          | Faza Grupelor                 | Coreea de Sud 1 – 1 Franța                     | Egal                          |
| 2006                          | Faza Grupelor                 | Coreea de Sud 0 – 2 Elveția                    | Înfrângere                    |
| 2010                          | Faza Grupelor                 | Coreea de Sud 2 – 0 Grecia                     | Victorie                      |
| 2010                          | Faza Grupelor                 | Coreea de Sud 1 – 4 Argentina                  | Înfrângere                    |
| 2010                          | Faza Grupelor                 | Coreea de Sud 2 – 2 Nigeria                    | Egal                          |
| 2010                          | Optimi                        | Coreea de Sud 1 – 2 Uruguay                    | Înfrângere                    |
| 2014                          | Faza Grupelor                 | Coreea de Sud 1 – 1 Rusia                      | Egal                          |
| 2014                          | Faza Grupelor                 | Coreea de Sud 2 – 4 Algeria                    | Înfrângere                    |
| 2014                          | Faza Grupelor                 | Coreea de Sud 0 – 1 Belgia                     | Înfrângere                    |
| 2018                          | Faza Grupelor                 | Coreea de Sud 0 – 1 Suedia                     | Înfrângere                    |
| 2018                          | Faza Grupelor                 | Coreea de Sud 1 – 2 Mexic                      | Înfrângere                    |
| 2018                          | Faza Grupelor                 | Coreea de Sud 2 – 0 Germania                   | Victorie                      |
| 2022                          | Faza Grupelor                 | Coreea de Sud 0 – 0 Uruguay                    | Egal                          |
| 2022                          | Faza Grupelor                 | Coreea de Sud 2 – 3 Ghana                      | Înfrângere                    |
| 2022                          | Faza Grupelor                 | Coreea de Sud 2 – 1 Portugalia                 | Victorie                      |
| 2022                          | Optimi                        | Coreea de Sud 1 – 4 Brazilia                   | Înfrângere                    |

## Adversari
| Adversar      | Meciuri | Victorie | Remiză | Înfrângere |               | Adversar | Meciuri | Victorie | Remiză | Înfrângere |
| ------------- | ------- | -------- | ------ | ---------- | ------------- | -------- | ------- | -------- | ------ | ---------- |
| Belgia        | 3       | 0        | 1      | 2          | Germania      | 3        | 1       | 0        | 2      |            |
| Spania        | 3       | 0        | 2      | 1          | Uruguay       | 3        | 0       | 1        | 2      |            |
| Argentina     | 2       | 0        | 0      | 2          | Italia        | 2        | 1       | 0        | 1      |            |
| Mexic         | 2       | 0        | 0      | 2          | Portugalia    | 2        | 2       | 0        | 0      |            |
| Turcia        | 2       | 0        | 0      | 2          | Algeria       | 1        | 0       | 0        | 1      |            |
| Bolivia       | 1       | 0        | 1      | 0          | Brazilia      | 1        | 0       | 0        | 1      |            |
| Bulgaria      | 1       | 0        | 1      | 0          | Elveția       | 1        | 0       | 0        | 1      |            |
| Franța        | 1       | 0        | 1      | 0          | Ghana         | 1        | 0       | 0        | 1      |            |
| Grecia        | 1       | 1        | 0      | 0          | Nigeria       | 1        | 0       | 1        | 0      |            |
| Polonia       | 1       | 1        | 0      | 0          | Rusia         | 1        | 0       | 1        | 0      |            |
| Statele Unite | 1       | 0        | 1      | 0          | Suedia        | 1        | 0       | 0        | 1      |            |
| Togo          | 1       | 1        | 0      | 0          | Țările de Jos | 1        | 0       | 0        | 1      |            |
| Ungaria       | 1       | 0        | 0      | 1          |               |          |         |          |        |            |
| 13 echipe     | 20      | 3        | 7      | 10         | 12 echipe     | 18       | 4       | 3        | 11     |            |

## Participări la Jocurile Olimpice
| An    | Etapa              | M  | V | E* | Î | GM | GP |
| ----- | ------------------ | -- | - | -- | - | -- | -- |
| 1948  | Sferturi de finală | 2  | 1 | 0  | 1 | 5  | 15 |
| 1964  | Turul întâi        | 3  | 0 | 0  | 3 | 1  | 20 |
| 1988  | Turul întâi        | 3  | 0 | 2  | 1 | 1  | 2  |
| 1992  | Turul întâi        | 3  | 0 | 3  | 0 | 2  | 2  |
| 1996  | Turul întâi        | 3  | 1 | 1  | 1 | 2  | 2  |
| 2000  | Turul întâi        | 3  | 2 | 0  | 1 | 2  | 3  |
| 2004  | Sferturi de finală | 4  | 1 | 2  | 1 | 8  | 8  |
| 2008  | Turul întâi        | 3  | 1 | 1  | 1 | 2  | 4  |
| Total | 8/16               | 24 | 6 | 9  | 9 | 23 | 56 |

*Înclude și egalurile din meciurile care au fost decise în urma loviturilor de departajare.
**Marginea roșie reprezintă turneu disputat pe teren propriu.

## Participări la Cupa Asiei
| An    | Etapa              | M          | V          | E*         | Î          | GM         | GP         |            |
| ----- | ------------------ | ---------- | ---------- | ---------- | ---------- | ---------- | ---------- | ---------- |
| 1956  | Campioană          | 3          | 2          | 1          | 0          | 9          | 6          |            |
| 1960  | Campioană          | 3          | 3          | 0          | 0          | 9          | 1          |            |
| 1964  | Locul trei         | 3          | 1          | 0          | 2          | 2          | 4          |            |
| 1968  | Nu s-a calificat   | -          | -          | -          | -          | -          | -          |            |
| 1972  | Finalistă          | 5          | 1          | 2          | 2          | 7          | 6          |            |
| 1976  | Nu s-a calificat   | -          | -          | -          | -          | -          | -          |            |
| 1980  | Finalistă          | 6          | 4          | 1          | 1          | 12         | 6          |            |
| 1984  | Grupe              | 4          | 0          | 2          | 2          | 1          | 3          |            |
| 1988  | Finalistă          | 6          | 5          | 1          | 0          | 11         | 3          |            |
| 1992  | Nu s-a calificat   | -          | -          | -          | -          | -          | -          |            |
| 1996  | Sferturi de finală | 4          | 1          | 1          | 2          | 7          | 11         |            |
| 2000  | Locul trei         | 6          | 3          | 1          | 2          | 9          | 6          |            |
| 2004  | Sferturi de finală | 4          | 2          | 1          | 1          | 9          | 4          |            |
| 2007  | Locul trei         | 6          | 1          | 4          | 1          | 3          | 3          |            |
| 2011  | Locul trei         | 6          | 4          | 2          | 0          | 13         | 7          |            |
| 2015  | Finalistă          | 6          | 5          | 0          | 1          | 8          | 2          |            |
| 2019  | Sferturi           | 5          | 4          | 0          | 1          | 6          | 2          |            |
| 2023  | Semifinale         | 6          | 2          | 3          | 1          | 11         | 10         |            |
| 2027  | Calificată         | Calificată | Calificată | Calificată | Calificată | Calificată | Calificată | Calificată |
| Total | 16/19              | 73         | 38         | 19         | 16         | 117        | 74         |            |

*Înclude și egalurile din meciurile care au fost decise în urma loviturilor de departajare.
**Marginea roșie reprezintă turneu disputat pe teren propriu.